# Nápoles (Guanajuato)
Nápoles es una localidad del estado mexicano de Guanajuato. Es parte del municipio de Silao de la Victoria.

## Demografía
| Gráfica de evolución demográfica |
|                                  |

| Censo | Población |
| ----- | --------- |
| 1940  | 304       |
| 1950  | 269       |
| 1960  | 617       |
| 1970  | 657       |
| 1980  | 713       |
| 1990  | 1 397     |
| 2000  | 1 759     |
| 2010  | 2 321     |
| 2020  | 2 790     |